# Bubas bubalus
Bubas bubalus es una especie de coleóptero de la familia Scarabaeidae.

## Distribución geográfica
Habita en el sur de Francia y en la península ibérica (España y Portugal), en Francia e Italia.